# Namutonia
Namutonia is een geslacht van hooiwagens uit de familie Trionyxellidae.
De wetenschappelijke naam Namutonia is voor het eerst geldig gepubliceerd door Lawrence in 1931. 

## Soorten
Namutonia omvat de volgende 2 soorten:
- Namutonia scabra
- Namutonia wuehlischi